# Mediensteuerung (Bühnentechnik)
Unter dem Begriff Mediensteuerung werden im Bereich der Veranstaltungstechnik alle Geräte und Einrichtungen zusammengefasst, welche der Kontrolle von Video-, Licht- und Tontechnik bei z. B. Theaterstücken, Opern und Musikveranstaltungen dienen. Eine wesentliche Aufgabe der Mediensteuerung besteht darin, Ton, Licht und Video in einem gemeinsamen Kontext passend zur szenischen Darstellung zu führen. Der Begriff ist von den Steuerungen im Umfeld der Industrie und Technik abzugrenzen.
Über die Mediensteuerung können alle an einer Show beteiligten Geräte zusammengefasst und in einem zeitlichen Zusammenhang zentral gesteuert werden. Das funktioniert auch gewerkeübergreifend für andere Geräte der Bühnentechnik. Je nach Bedarf werden dazu die einzelnen dezentralen Steuergeräte synchronisiert und ein zuvor mittels einer Software in einem PC programmierter Ablauf angewendet. Oft werden auch Motoren, zum Beispiel für fahrbare Leinwände oder Drehbühnen sowie Relais gesteuert.
Eine Mediensteuerung kommt vor allem bei großen Bühnenshows, in TV-Sendungen, in Schauspielhäusern zum Einsatz. Auch zur Steuerung von Konferenzanlagen sowie in Heimkinos sind sie zu finden.